# Diadelia congoana
Diadelia congoana är en skalbaggsart som beskrevs av Stefan von Breuning 1943. Diadelia congoana ingår i släktet Diadelia och familjen långhorningar. Inga underarter finns listade i Catalogue of Life.